# Amir Azmy
Amir Azmy Megahed (in arabo أمير عزمي مجاهد‎?; Il Cairo, 14 febbraio 1983) è un allenatore di calcio ed ex calciatore egiziano, di ruolo difensore, vice allenatore del National Bank of Egypt.

## Carriera
Il 23 settembre 2017 annuncia il ritiro dal calcio giocato.

## Statistiche

### Presenze e reti nei club
Statistiche aggiornate al 2 maggio 2015.
| Stagione               | Squadra                | Campionato             | Campionato | Campionato | Coppe nazionali | Coppe nazionali | Coppe nazionali | Coppe continentali | Coppe continentali | Coppe continentali | Altre coppe | Altre coppe | Altre coppe | Totale | Totale |
| Stagione               | Squadra                | Comp                   | Pres       | Reti       | Comp            | Pres            | Reti            | Comp               | Pres               | Reti               | Comp        | Pres        | Reti        | Pres   | Reti   |
| ---------------------- | ---------------------- | ---------------------- | ---------- | ---------- | --------------- | --------------- | --------------- | ------------------ | ------------------ | ------------------ | ----------- | ----------- | ----------- | ------ | ------ |
| 2000-2001              | Zamalek                | PL                     | 0          | 0          | CE              | 0               | 0               | ACL+CdC            | 0                  | 0                  | SA          | 0           | 0           | 0      | 0      |
| 2001-2002              | Zamalek                | PL                     | 0          | 0          | CE              | 1               | 0               | CCL                | 0                  | 0                  | SE          | 0           | 0           | 1      | 0      |
| 2002-2003              | Zamalek                | PL                     | 0          | 0          | CE              | 0               | 0               | ACL+CCL            | 3+0                | 0                  | SE+SA       | 0           | 0           | 3      | 0      |
| 2003-2004              | Zamalek                | PL                     | 1          | 0          | CE              | 0               | 0               | ACL+CCL            | 0                  | 0                  | SE+SA       | 0           | 0           | 1      | 0      |
| 2004-gen. 2005         | Zamalek                | PL                     | 11         | 0          | CE              | 1               | 0               | ACL+CCL            | 3+0                | 0                  | SE          | 0           | 0           | 15     | 0      |
| Totale Zamalek         | Totale Zamalek         | Totale Zamalek         | 12         | 0          |                 | 2               | 0               |                    | 6                  | 0                  |             | 0           | 0           | 20     | 0      |
| gen.-giu. 2005         | PAOK                   | AE                     | 13         | 0          | CG              | -               | -               | -                  | -                  | -                  | -           | -           | -           | 13     | 0      |
| 2005-2006              | PAOK                   | AE                     | 8          | 0          | CG              | 1               | 0               | CU                 | 3                  | 0                  | -           | -           | -           | 12     | 0      |
| 2006-gen. 2007         | PAOK                   | SL                     | 9          | 0          | CG              | 2               | 0               | -                  | -                  | -                  | -           | -           | -           | 11     | 0      |
| Totale PAOK            | Totale PAOK            | Totale PAOK            | 30         | 0          |                 | 3               | 0               |                    | 3                  | 0                  |             | -           | -           | 36     | 0      |
| gen.-giu. 2007         | Al-Shabab              | SPL                    | 6          | 0          | CPC             | 0               | 0               | ACL                | 6                  | 0                  | KCC         | 2           | 0           | 14     | 0      |
| 2007-gen. 2008         | Al-Shabab              | SPL                    | 0          | 0          | CPC             | 0               | 0               | -                  | -                  | -                  | KCC         | 0           | 0           | 0      | 0      |
| Totale Al-Shabab       | Totale Al-Shabab       | Totale Al-Shabab       | 6          | 0          |                 | 0               | 0               |                    | 6                  | 0                  |             | 2           | 0           | 14     | 0      |
| gen.-giu. 2008         | Anorthosis             | AK                     | 8+4        | 0          | CC              | 4               | 0               | CU                 | -                  | -                  | -           | -           | -           | 16     | 0      |
| 2008-gen. 2009         | Hacettepe              | SL                     | 10         | 0          | TK              | 0               | 0               | -                  | -                  | -                  | -           | -           | -           | 10     | 0      |
| gen.-giu. 2009         | AEK Larnaca            | AK                     | 5          | 0          | CC              | -               | -               | -                  | -                  | -                  | -           | -           | -           | 5      | 0      |
| 2009-gen. 2010         | Diyarbakırspor         | SL                     | 5          | 0          | TK              | 0               | 0               | -                  | -                  | -                  | -           | -           | -           | 5      | 0      |
| gen.-giu. 2010         | Haras El-Hodood        | PL                     | 0          | 0          | CE              | 0               | 0               | CC                 | 0                  | 0                  | SE          | -           | -           | 0      | 0      |
| 2010-2011              | Al-Taawoun             | SPL                    | 10         | 0          | CPC             | 0               | 0               | -                  | -                  | -                  | KCC         | 0           | 0           | 10     | 0      |
| 2011-2012              | Misr Lel Makasa        | PL                     | 5          | 0          | -               | -               | -               | -                  | -                  | -                  | -           | -           | -           | 5      | 0      |
| 2012-2013              | Misr Lel Makasa        | PL                     | 8          | 0          | CE              | 1               | 0               | -                  | -                  | -                  | -           | -           | -           | 9      | 0      |
| Totale Misr Lel Makasa | Totale Misr Lel Makasa | Totale Misr Lel Makasa | 13         | 0          |                 | 1               | 0               |                    | -                  | -                  |             | -           | -           | 14     | 0      |
| 2013-gen. 2014         | Zugdidi                | UL                     | 6          | 0          | CG              | 1               | 0               | -                  | -                  | -                  | -           | -           | -           | 7      | 0      |
| gen.-giu. 2014         | Ghazl El-Mehalla       | PL                     | 0          | 0          | CE              | 0               | 0               | -                  | -                  | -                  | -           | -           | -           | 0      | 0      |
| 2014-2015              | Al-Talaba              | PL                     | 0          | 0          | CI              | 0               | 0               | -                  | -                  | -                  | -           | -           | -           | 0      | 0      |
| nov. 2015              | EN Paralimni           | AK                     | 7          | 0          | CC              | 0               | 0               | -                  | -                  | -                  | -           | -           | -           | 7      | 0      |
| gen.-giu. 2017         | Kalloni                | FL                     | 8          | 0          | CG              | -               | -               | -                  | -                  | -                  | -           | -           | -           | 8      | 0      |
| Totale carriera        | Totale carriera        | Totale carriera        | 124        | 0          |                 | 11              | 0               |                    | 15                 | 0                  |             | 2           | 0           | 152    | 0      |

### Cronologia presenze e reti in nazionale
| Cronologia completa delle presenze e delle reti in nazionale ― Egitto | Cronologia completa delle presenze e delle reti in nazionale ― Egitto | Cronologia completa delle presenze e delle reti in nazionale ― Egitto | Cronologia completa delle presenze e delle reti in nazionale ― Egitto | Cronologia completa delle presenze e delle reti in nazionale ― Egitto | Cronologia completa delle presenze e delle reti in nazionale ― Egitto | Cronologia completa delle presenze e delle reti in nazionale ― Egitto | Cronologia completa delle presenze e delle reti in nazionale ― Egitto |
| Data                                                                  | Città                                                                 | In casa                                                               | Risultato                                                             | Ospiti                                                                | Competizione                                                          | Reti                                                                  | Note                                                                  |
| --------------------------------------------------------------------- | --------------------------------------------------------------------- | --------------------------------------------------------------------- | --------------------------------------------------------------------- | --------------------------------------------------------------------- | --------------------------------------------------------------------- | --------------------------------------------------------------------- | --------------------------------------------------------------------- |
| 31-07-2005                                                            | Ginevra                                                               | Egitto                                                                | 0 – 0 dts (5 – 4 dtr)                                                 | Emirati Arabi Uniti                                                   | Amichevole                                                            | -                                                                     | 68’                                                                   |
| 17-08-2005                                                            | Ponta Delgada                                                         | Portogallo                                                            | 2 – 0                                                                 | Egitto                                                                | Amichevole                                                            | -                                                                     | 71’                                                                   |
| 16-08-2006                                                            | Alessandria d'Egitto                                                  | Egitto                                                                | 0 – 2                                                                 | Uruguay                                                               | Amichevole                                                            | -                                                                     |                                                                       |
| 02-09-2006                                                            | Il Cairo                                                              | Egitto                                                                | 4 – 1                                                                 | Burundi                                                               | Qual. Coppa d'Africa 2008                                             | -                                                                     |                                                                       |
| 15-11-2006                                                            | Brentford                                                             | Egitto                                                                | 1 – 0                                                                 | Sudafrica                                                             | Amichevole                                                            | -                                                                     | 70’                                                                   |
| Totale                                                                |                                                                       | Presenze                                                              | 5                                                                     |                                                                       | Reti                                                                  | 0                                                                     |                                                                       |

## Palmarès

### Club

#### Competizioni nazionali
- Campionato egiziano: 3

Zamalek: 2000-2001, 2002-2003, 2003-2004
- Coppa d'Egitto: 1

Zamalek: 2002
- Supercoppa d'Egitto: 2

Zamalek: 2001, 2002
- Campionato cipriota: 1

Anorthosis: 2007-2008

#### Competizioni internazionali
- Coppa delle Coppe d'Africa: 1

Zamalek: 2000
- CAF Champions League: 1

Zamalek: 2002
- Supercoppa CAF: 1

Zamalek: 2003
- Supercoppa araba: 1

Zamalek: 2003
- Champions League araba: 1

Zamalek: 2003-2004

### Nazionale
- Coppa d'Africa Under-20: 1

2003